# Alto Huerva - Sierra De Herrera
Alto Huerva - Sierra De Herrera este o arie protejată (arie specială de conservare — SAC, sit de importanță comunitară — SCI) din Spania întinsă pe o suprafață de 22.192,44 ha, integral pe uscat.

## Localizare
Centrul sitului Alto Huerva - Sierra De Herrera este situat la coordonatele 41°12′40″N 1°10′06″W / 41.211°N 1.16826°V.

## Înființare
Situl Alto Huerva - Sierra De Herrera a fost declarat sit de importanță comunitară în iulie 2000 pentru a proteja 1 specie de plante și 8 specii de animale. Situl a fost protejat și ca arie specială de conservare în februarie 2021.

## Biodiversitate
Situată în ecoregiunea mediteraneană, aria protejată conține 10 habitate naturale: Tufărișuri termo-mediteraneene și de pre-deșert, Matorral arborescenți cu Juniperus spp., Păduri de Quercus ilex și Quercus rotundifolia, Pante stâncoase calcaroase cu vegetație casmofită, Pseudostepă cu ierburi și specii anuale de Thero-Brachypodietea, Pajiști umede mediteraneene cu ierburi înalte de Molinio-Holoschoenion, Pajiști uscate europene, Păduri iberice de Quercus faginea și Quercus canariensis, Râuri mediteraneene cu debit intermitent, cu specii de Paspalo-Agrostidion, Galerii de Salix alba și de Populus alba.
La baza desemnării sitului se află mai multe specii protejate:
- plante (1): Centaurea pinnata
- mamifere (4): liliac cărămiziu (Myotis emarginatus), liliacul mediteranean cu potcoavă (Rhinolophus euryale), liliacul mare cu potcoavă (Rhinolophus ferrumequinum), liliacul mic cu potcoavă (Rhinolophus hipposideros)
- nevertebrate (1): Austropotamobius pallipes
- pești (2): Achondrostoma arcasii, Parachondrostoma miegii
- reptile (1): țestoasa de baltă (Emys orbicularis)

Pe lângă speciile protejate, pe teritoriul sitului au mai fost identificate 10 specii de plante, 30 de specii de păsări, 4 specii de amfibieni, 4 specii de mamifere, 2 specii de pești, 3 specii de reptile.